# Matoupu (köpinghuvudort i Kina, Hunan Sheng, lat 29,77, long 111,41)
Matoupu är en köpinghuvudort i Kina. Den ligger i provinsen Hunan, i den södra delen av landet, omkring 230 kilometer nordväst om provinshuvudstaden Changsha. Antalet invånare är 13 209. Befolkningen består av 6 630 kvinnor och 6 579 män. Barn under 15 år utgör 14,0 %, vuxna 15-64 år 71 %, och äldre över 65 år 13,0 %.
Runt Matoupu är det ganska tätbefolkat, med 185 invånare per kvadratkilometer. Närmaste större samhälle är Xin'an, 15,9 km sydost om Matoupu. I omgivningarna runt Matoupu växer huvudsakligen savannskog.
Genomsnittlig årsnederbörd är 1 697 millimeter. Den regnigaste månaden är september, med i genomsnitt 263 mm nederbörd, och den torraste är december, med 19 mm nederbörd.